# Válvula tricúspide
A válvula tricúspide, ou valva tricúspide, ou valva atrioventricular direita, encontra-se no lado dorsal direito do coração dos mamíferos, entre o átrio direito(pt-BR) ou aurícula direita(pt-PT?) e o ventrículo direito. A função da válvula é impedir o refluxo do sangue do ventrículo direito para o átrio direito.

## Estrutura
A valva tricúspide normal geralmente tem três cúspides, denominados cúspides anterior, posterior e septal. Cada cúspide é conectada via cordas tendinosas aos músculos papilares anterior, posterior e septal do ventrículo direito, respectivamente. As válvulas tricúspides também podem ocorrer com dois ou quatro folhetos; o número pode mudar ao longo da vida.

## Função
A valva tricúspide funciona como uma válvula unidirecional que se fecha durante a sístole ventricular para prevenir a regurgitação do sangue do ventrículo direito ao átrio direito. Abre durante a diástole ventricular, permitindo que o sangue flua do átrio direito para o ventrículo direito. O refluxo do sangue é também conhecido como regressão ou regurgitação tricúspide. A regurgitação tricúspide pode resultar em aumento da pré-carga ventricular, pois o sangue refluído para o átrio é adicionado ao volume de sangue que deve ser bombeado de volta ao ventrículo durante o próximo ciclo de diástole ventricular. O aumento da pré-carga do ventrículo direito durante um período prolongado de tempo pode levar ao alargamento do volume do ventrículo direito (dilatação), que pode evoluir para insuficiência cardíaca direita se não for corrigido.

## Significado clínico
A regurgitação tricúspide não é incomum.
Válvulas infectadas podem resultar em endocardite em usuários de drogas intravenosas. Pacientes que injetam narcóticos ou outras drogas por via intravenosa podem introduzir uma infecção, que pode deslocar-se para o lado direito do coração, mais frequentemente causada pela bactéria S. aureus. Em pacientes sem histórico de exposição intravenosa, a endocardite ocorre mais frequentemente do lado esquerdo.
A valva tricúspide pode ser afetada pela febre reumática, que pode causar estenose tricúspide ou insuficiência tricúspide (também chamada regurgitação tricúspide). Alguns indivíduos nascem com anomalias congênitas na valva tricúspide. O deslocamento apical congênito da valva tricúspide é chamado de anomalia de Ebstein e causa uma regurgitação tricúspide significativa.
Certas síndromes carcinoides podem afetar a valva tricúspide produzindo fibrose devido à produção de serotonina por esses tumores.
O primeiro implante de válvula tricúspide endovascular foi realizado por cirurgiões da Cleveland Clinic.